# Linneus
Linneus és una població dels Estats Units a l'estat de Missouri. Segons el cens del 2000 tenia 369 habitants.

## Demografia
Segons el cens del 2000, Linneus tenia 369 habitants, 153 habitatges, i 98 famílies. La densitat de població era de 131,9 habitants/km².
Dels 153 habitatges en un 29,4% hi vivien nens de menys de 18 anys, en un 50,3% hi vivien parelles casades, en un 7,2% dones solteres, i en un 35,9% no eren unitats familiars. En el 32% dels habitatges hi vivien persones soles el 19% de les quals corresponia a persones de 65 anys o més que vivien soles. El nombre mitjà de persones vivint en cada habitatge era de 2,41 i el nombre mitjà de persones que vivien en cada família era de 2,98.
Per edats la població es repartia de la següent manera: un 26% tenia menys de 18 anys, un 7,3% entre 18 i 24, un 29% entre 25 i 44, un 20,3% de 45 a 60 i un 17,3% 65 anys o més.
L'edat mediana era de 39 anys. Per cada 100 dones de 18 o més anys hi havia 96,4 homes.
La renda mediana per habitatge era de 26.250 $ i la renda mediana per família de 30.250 $. Els homes tenien una renda mediana de 25.417 $ mentre que les dones 16.250 $. La renda per capita de la població era de 12.437 $. Entorn del 8,6% de les famílies i el 20,8% de la població estaven per davall del llindar de pobresa.

## Poblacions més properes
El següent diagrama mostra les poblacions més properes.